# スズキ・蘭
蘭（らん）はスズキが製造販売していたスクータータイプの原動機付自転車である。

## 概要
1983年1月に新型スクーターとして発売。値段は79,000円。
イメージキャラクターとして元キャンディーズの伊藤蘭を起用し、当時のテレビCMにも出演していた。CMソングは西口久美子の「蘭 咲きました」。
CA11A仕様沿革
- CF50 / CF50D / CF50DG（1983年）
- CF50-2 / CF50D-2 / CF50DG-2（1984年）

CA17A仕様沿革
- CF50DG-3 / CF50DC-3 / CF50DC-3L（1985年）
- CF50DC-4（1986年）
- CF50DCJ（1988年）

グレード種別
- 50「デラックス」
- 50D「スーパーデラックス」
- 50DG「カスタム（ソリッドカラー）」
- 50DC「ハイカスタム（メタリックカラー）」
- 50DC-L「ハイカスタム（パステルカラー）」